# 南北朝時代 (中国)

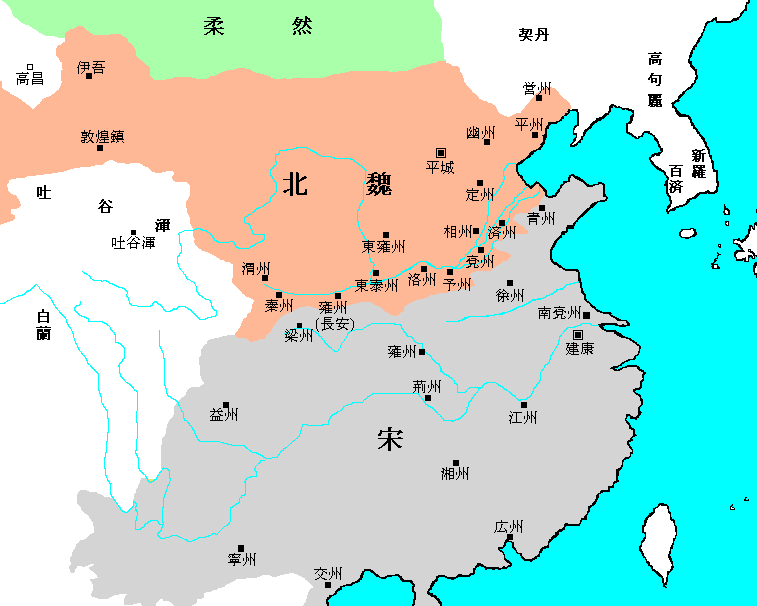
北魏と宋

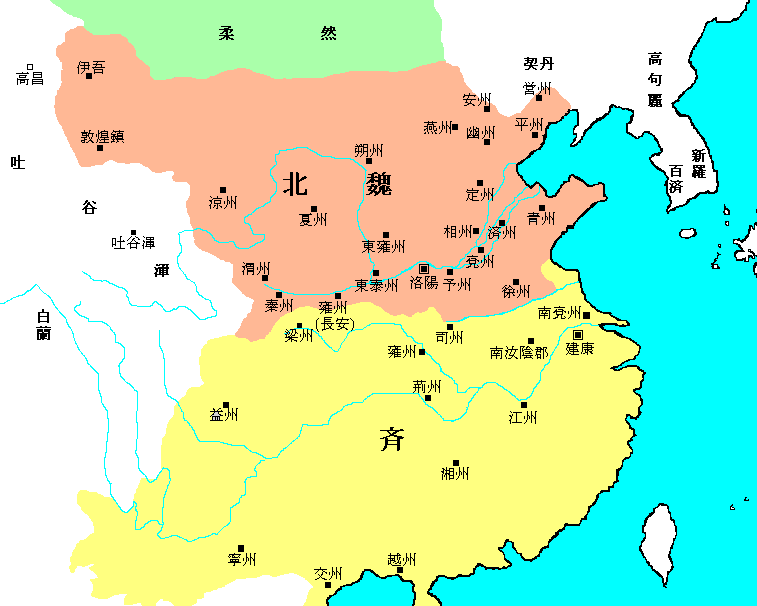
北魏と南斉

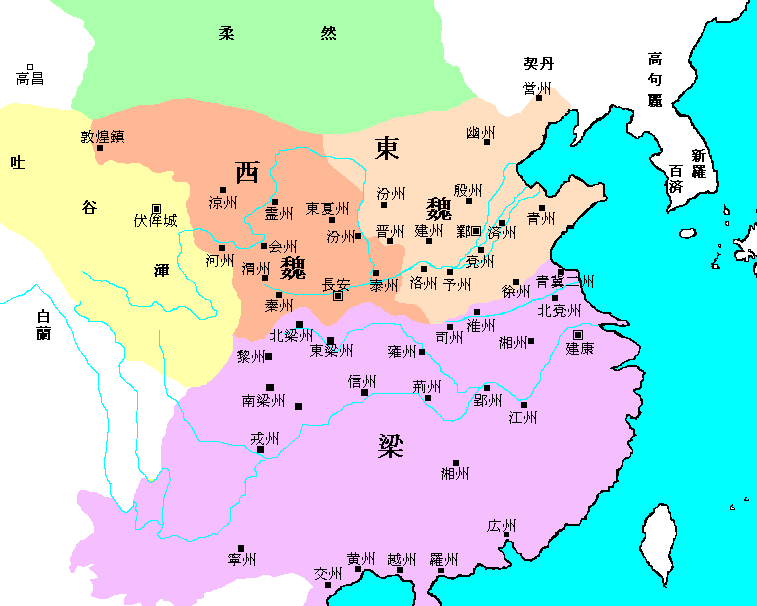
東西魏と梁

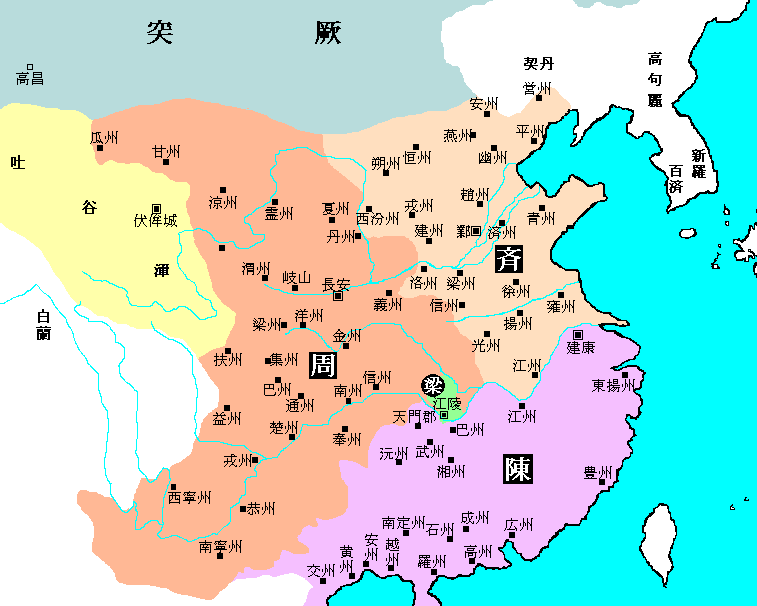
北周、北斉と後梁、陳

中国史における南北朝時代（なんぼくちょうじだい）は、北魏が華北を統一した439年から始まり、隋が中国を再び統一する589年まで、中国の南北に王朝が並立していた時期を指す。

## 概要
三国時代から南北朝時代までを合わせて、魏晋南北朝時代とも呼ぶ。
この時期、華南には宋、斉、梁、陳の4つの王朝が興亡した。こちらを南朝と呼ぶ。同じく建康（建業）に都をおいた三国時代の呉、東晋と南朝の4つの王朝をあわせて六朝（りくちょう）と呼び、この時代を三国時代から南北朝時代までを六朝時代とも呼ぶ。
この時期、江南（長江以南）の開発が一挙に進み、後の隋や唐の時代、江南は中国全体の経済基盤となった。南朝では政治的な混乱とは対照的に文学や仏教が隆盛をきわめ、六朝文化と呼ばれる貴族文化が栄えて、陶淵明や王羲之などが活躍した。
また華北では、鮮卑拓跋部の建てた北魏が五胡十六国時代の戦乱を収め、北方騎馬民の部族制を解体し、貴族制に基づく国家に脱皮しつつあった。北魏は六鎮の乱を経て、534年に東魏、西魏に分裂した。東魏は550年に西魏は556年にそれぞれ北斉、北周に取って代わられた。577年、北周は北斉を滅ぼして再び華北を統一する。その後、581年に隋の楊堅が北周の禅譲を受けて帝位についた。589年、隋は漢族の南朝の陳を滅ぼし、中国を再統一した。
普通は北魏・東魏・西魏・北斉・北周の五王朝を北朝と呼ぶが、これに隋を加える説もある。李延寿の『北史』が隋を北朝に列しているためである。

## 北朝

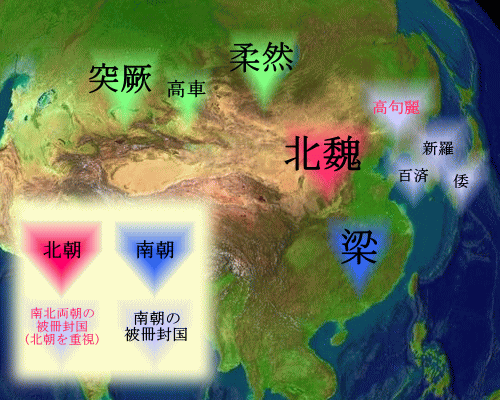
6世紀前半の東アジア国際関係
倭は5世紀しきりに南朝に通交したが、6世紀になると南朝との関係は502年に記事があるのを最後に途絶える。高句麗は南北両朝に遣使していたが、北朝との通交頻度が高まった。百済・新羅も6世紀後半には北朝を重視するようになり、北朝に通交するようになる

### 北魏
北魏の前身は代国であり、その中枢部分は鮮卑拓跋部である。代国は前秦の苻堅により一旦は滅ぼされるが、苻堅が淝水で大敗したことをきっかけに再興され、その後は順調に勢力を拡大し、439年に第3代太武帝の下で華北を統一した。
しかし北魏内部で、鮮卑の習俗を守ろうとする勢力と、鮮卑の習俗を捨てて中国化を進めようとする勢力との争いが起きるようになる。中国化を進めようとする勢力の中心となったのは、主に被支配層の漢民族出身の者たちである。彼らにとっては中国化が進めば自らの立場が有利になるということでもあり、異民族が中国化すれば、異民族に支配される屈辱を晴らすことにもなる。この漢化派の代表が漢人の崔浩である。崔浩は外来宗教である仏教を排撃するために、道教教団の教祖寇謙之と手を結んで太武帝に廃仏（仏教弾圧、三武一宗の廃仏の第一）を行わせた。また崔浩は漢人官僚を多く登用するなど漢化を推し進めたが、強引過ぎる漢化は鮮卑派の反感を買い、450年に誅殺される。その後の北魏では太武帝が暗殺され、しばらくの間は混乱が続く。
この混乱を収めたのが文明皇后（馮太后）である。466年に政権を握っていた乙渾を排除し、献文帝を擁して垂簾政治を始める。後に献文帝に長男の宏（後の孝文帝）が生まれると、一旦は表舞台から引き下がるが、孝文帝の生母を殺したことで献文帝と対立し、これを廃位して孝文帝を擁立した。北魏では外戚対策として、新帝の即位後にその生母を殺すことが通例であった。文明皇太后は引き続き垂簾政治を行い、班禄制・三長制・均田制などの諸制度を実行して、中央集権化・漢化を推し進めた。
490年に文明皇太后が死去すると孝文帝の親政が始まるが、基本的に文明皇太后の方針を受け継いだものであった。493年、首都をそれまでの平城（現在の山西省大同）から洛陽に移転した。同時に家臣たちの鮮卑の氏を全て中国風に改め、皇室の拓跋氏を元氏とした。さらに九品を部分的に取り入れ、南朝を模倣した北朝貴族制度を形成しようとした。
これに反発した国粋派は何度か反乱を起こした。孝文帝死後にはますます激しくなり、523年に始まった六鎮の乱は全国的な規模へと広がり、北魏滅亡のきっかけを作ることになる。六鎮とは元首都の平城周辺を防衛していた6つの軍事駐屯所のことで、ここには鮮卑の有力者が配されていた。平城が首都であった時にはこの六鎮は極めて重要視され、その待遇もかなり良かった。しかし洛陽遷都により、これらは辺境防衛の一つに過ぎなくなり、待遇も下落し、ここに駐屯していた軍人たちの不満が六鎮の乱の直接的原因となった。
この乱が起きている間に、朝廷では第8代孝明帝とその生母である霊太后の間での主導権争いが起き、528年には霊太后により孝明帝が暗殺され、朝廷内外で混乱は頂点に達した。
六鎮の乱は爾朱栄が孝荘帝を擁立して一旦は収まるが、爾朱栄は孝荘帝によって殺される。その孝荘帝を爾朱栄の一族が殺すが、さらに爾朱栄の部下であった高歓が爾朱一族を皆殺しにし、政権を掌握した。高歓によって擁立された北魏最後の皇帝孝武帝は、高歓の専権を嫌って関中一帯に勢力を張っていた軍閥の長である宇文泰を頼って逃れた。

### 西魏と東魏
北魏の孝武帝が宇文泰のもとに逃げたため、高歓はそれに代わって534年に孝静帝を擁立して皇帝に即位させた。これにより北魏は、宇文泰が擁する孝武帝の西魏と、高歓が擁する孝静帝の東魏とに分裂した。といっても東西の魏は、それぞれの実力者が帝位に就くための準備段階でしかなく、その皇帝は実力者の傀儡であった。
西魏では535年に宇文泰が孝武帝を殺して文帝元宝炬を擁立、その崩御後には廃帝元欽、ついで恭帝拓跋廓（元廓）が立つが、いずれも宇文泰の傀儡であった。556年10月に宇文泰が死ぬと、その後を継いだ三男の宇文覚が恭帝から帝位の禅譲を受け、西魏は滅んだ。
東魏では高歓が事実上の最高権力者として君臨していた。547年に高歓が死ぬとその長男の高澄と次男の高洋が相次いで権力を継承した。550年、高洋は孝静帝から帝位の禅譲をうけ、東魏は滅んだ。

### 北斉
東魏では高歓が全権を掌握した後に、西魏に対して何度か攻撃を仕掛けるが、芳しい結果は得られなかった。高歓は547年に死去し、その後を息子の高澄が継ぐ。この時期に河南の長官であった侯景は自らの軍事力が高澄に警戒されていることを知り、東魏から離脱して南の梁に帰順した。これを接収するために梁の武帝は大軍を送るが、東魏軍に大敗して河南は東魏に戻る。この後、侯景による挙兵が起きて梁は大混乱に陥ることになる（侯景の乱）。
高澄の死後、550年に高澄の弟である高洋（文宣帝）が継ぎ、東魏の孝静帝より禅譲を受けて斉を建てた。南朝の斉と区別して北斉と呼ばれる。
高洋の治世初期は諸改革を進め、北の突厥や契丹を撃破するなど治績を挙げたが、後半期は旧魏の皇族である元氏を大量に殺害するなど暴虐を尽くすようになる。
その後、高洋の皇太子の高殷を殺して弟の高演（孝昭帝）が後を継ぎ、高演の皇太子を殺して高湛（武成帝）が後を継ぐ。北斉の君主には多く酒乱の傾向が見られ、政治は乱れていた。ただ、歴代君主は酒乱と同時に軍事的才能を持っており、北周に対して軍事的には互角以上に渡り合った。
武成帝は即位早々に息子の高緯（後主）に譲位し、その後は上皇として政務を執るが、この時代には個人的なつながりを持った寵臣たちが幅を利かすようになった。この中で後主は、周りの讒言を信じて国防に不可欠であった斛律光と蘭陵王の2人を殺してしまい、北周はこれを好機と見て北斉へと侵攻してきた。高緯は捕らえられて、後に自殺を強いられた。北斉の滅亡は577年のことである。

### 北周
西魏の政権を掌握した宇文泰は武川鎮の出身で、北魏末には陝西一帯を支配する大軍閥となっていた。北周・後の隋・唐の中枢部はほぼ全てがこの武川鎮出身者（武川鎮軍閥）で占められており、以後の中国を長い間この集団が支配することになる。
宇文泰は新たに二十四軍制を創始した。この制度は軍の組織を上から柱国（ちゅうこく） - 大将軍 - 開府という系列にまとめ、その頂点に宇文泰が立つというものである。この制度は後の府兵制の元となったといわれる。
また北魏の元で漢風に改められた鮮卑の氏を元のものに戻すなど、鮮卑的な復古政策を取る一方で、『周礼』を基にしたとする中国的な復古策をも推進した。後に国号を周と名乗るのもそれ故である。この兵力を元に、553年には南朝梁から四川を奪い、さらに侯景の乱に介入し、荊州北部（湖北省）に傀儡国家・後梁を誕生させて、南朝に楔を打ち込むことに成功した。
556年の宇文泰の死後は甥の宇文護が実権を握り、宇文泰の第3子・宇文覚を擁立して西魏の恭帝より禅譲を受けさせ、北周を建てた。宇文護は初代の宇文覚（孝閔帝）・第2代の宇文毓（明帝）・第3代の宇文邕（武帝）を擁立して専権を極め、突厥と結んで北斉征服を試みるが失敗に終わり、最後は武帝の策にはまり誅殺される。
572年に親政を開始した武帝は、巨大な権力と財産と土地を所有していた道教・仏教を弾圧してその財産を没収し、私度僧や偽濫僧などを含め、一般の僧侶や道士を兵士として徴兵した。その一方で、官立の儒教・仏教・道教をあわせた三教の研究機関としての通道観を設置し、優秀な僧侶や道士は、その学士として収容した（三武一宗の廃仏の第2）。
これを元にして、575年から北斉に対する攻撃を開始する。北斉は暗君・高緯の元で弛緩しており、577年にこれを滅ぼして高緯を捕らえた。さらに武帝は南朝陳に対しても攻撃を仕掛けるが、578年の親征途上で病死する。
後を継いだのは長男の宇文贇（宣帝）であったが、宣帝は武帝の厳しい教育を恨んで、父の棺に向かい「死ぬのが遅い」と罵ったと言う。宣帝は即位の翌年に長男の宇文闡（静帝）に譲位して上皇となるが、その施策は無軌道で無用な土木工事を好み、酒色に耽ったために人望を失い、それに代わって期待を受けたのが十二大将軍の一人である楊堅（後の隋の文帝）である。
楊堅の娘楊麗華は宣帝の皇后となっており、楊堅は外戚として政治に加わっていた。さらに静帝が即位し、580年に宣帝が死去すると摂政となって全権を掌握、翌581年に禅譲を受けて隋を建て、北周は滅んだ。

## 南朝

### 宋
江南では劉裕が東晋より禅譲を受けて、420年に宋を建国した。北では北魏が華北統一に追われていたこともあり、建国直後の宋は概ね平和で、第3代の劉義隆（文帝）の30年近くにわたる治世は当時の元号を取って「元嘉の治」と称揚される善政の時代と名高い。しかしその一方で東晋時代から進行していた貴族勢力の強大化がますます進み、皇帝ですら貴族を掣肘できないという状態を生み出した。この貴族制度から漏れた寒人と呼ばれる層は、皇帝や皇族の周りに侍ることで権力を得ようと画策するようになった。
文帝は453年、皇太子劉劭によって殺される。この反乱者たちを倒して即位したのが劉駿（孝武帝）である。孝武帝は貴族勢力の抑制を狙って税制の改革や寒人層の登用などを行う。しかし孝武帝の死後は身内内での血みどろの殺し合いとなり、権力争いが激化した。特に第6代の劉彧（明帝）は血族28人を殺害し、家臣も少しでも疑いがあれば殺すなどの暴政を行い、宋の衰退が決定的となった。

### 斉
この中で宋の創始者・劉裕と同じように軍事で功績を挙げて台頭してきたのが蕭道成である。蕭道成は明帝の後を継いだ劉昱（後廃帝）を殺して順帝を擁立し、この皇帝から禅譲を受けて斉を建国した。
蕭道成の後を継いだ第2代の蕭賾（武帝）は何度か北魏に対しての攻撃をかけるが、これは痛み分けに終わる。武帝死後に後継争いで混乱が起き、最終的に蕭道成の兄の子である蕭鸞（明帝）が即位するが、この間隙を狙った北魏により山東を含んだ淮河以北を奪われてしまう。
さらには明帝の後を継いだ蕭宝巻（東昏侯）は極端な側近政治を行って、明帝時代の重臣たちを殺してまわり、政治は乱れた。これに対する反乱が何度か起き、500年に起きた蕭衍（後の梁の武帝）が挙兵し、東昏侯の弟・蕭宝融（和帝）を擁立して建康に向かって進軍し、翌年に東昏侯は部下に殺された。

### 梁
建康に入った蕭衍は、翌502年に和帝より禅譲を受けて梁を建国する。武帝（蕭衍）は斉の創始者・蕭道成の曾祖父の兄弟の子孫という遠い親族関係にあり、斉の宗室とは同姓ではあったが、王朝の名を引き継がず革命の形を取った。
武帝は范雲や沈約（『宋書』の編纂者）などの新興の貴族を登用して優秀な人材を集めた。また旧来の官制を改革し、官位の上下を9品から18班に改めている。他にも租税の軽減を行い、それまで使われていた西晋時代以来の泰始律令に代わって、新しい梁律・梁令を制定した。また文化にも理解を示し、この時代は南朝の中でも文化の最盛期と言われている。特に武帝の長子蕭統（昭明太子）によって編纂された『文選』は、この時代のみならず現代まで名著して読み継がれている。このように武帝の治世は革命の名にふさわしいものであった。
しかし治世後半になると仏教に対する傾倒が極端なものとなり、たびたび仏寺に捨身し、その度に億万銭もの巨額によって皇帝の身を「買い戻す」という行為が繰り返された。これらに代表されるような仏教政策は財政の悪化をもたらした。
548年、東魏の武将侯景が梁に帰順したいと申し出た。朝廷では反対意見が多かったが、武帝は帰順を認め、東魏との友好関係を破棄し、北伐の出兵をおこなった。しかしこれは失敗に終わり、武帝は考え直して東魏と和睦しようとした。武帝の変心を知った侯景は反乱を起こし、翌年に建康を陥落させ、武帝を餓死に追い込んだ（侯景の乱）。
武帝の後は三男の蕭綱（簡文帝）が継ぐが、侯景は551年に皇族の蕭棟を擁立し、すぐに廃位して自ら帝位に就き、国号を漢とした。
この乱の中で、各地に散らばっていた諸王はそれぞれ自立の動きを強めていった。その中でも荊州にいた武帝の八男・蕭繹（元帝）は部下の王僧弁を派遣して552年に侯景を滅ぼし、江陵で皇帝に即位した。さらに蜀（四川）で皇帝を称した弟の蕭紀を撃破する。しかし554年に雍州刺史の蕭詧（後梁の宣帝）によって引き込まれた西魏の大軍の前に敗死し、蕭詧は江陵に入って皇帝を称した。この蕭詧の政権は後梁と呼ばれるが、実質は西魏の傀儡政権であった。また蜀一帯は既に西魏によって占領されていた。
元帝が死んだ後、王僧弁とこれも元帝の武将であった陳霸先（後の陳の武帝）は建康において元帝の九男である蕭方智を擁立しようとしたが、東魏に取って代わった北斉がこれに介入して北斉の捕虜となっていた蕭淵明を送り込んできた。王僧弁はこれを受け入れて蕭淵明を擁立しようとするが、陳霸先はこれに反対して蕭方智をそのまま擁立しようとした。この王僧弁と陳霸先の争いは陳霸先の勝利に終わり、蕭方智が擁立されて敬帝となった。
557年10月に梁が滅亡した後も、その残存勢力はたびたび王朝の再興をはかった。梁の有力な将軍であった王琳が蕭荘（永嘉王）を皇帝に擁立した。また江陵付近を統治した後梁は、西魏とそれに代わった北周・隋の傀儡政権ではありながら、後主蕭琮まで3代続いた。隋が建国された後も、蕭巌や蕭瓛が自立して梁主を称している。さらに隋末から唐初にかけての戦乱の時期には、蕭銑が梁の皇帝を称し、江陵を都と定めた。その勢力は長くは続かず、621年に唐によって滅ぼされた。

### 陳
557年に陳霸先は禅譲を受けて陳を建てる。しかし建国時点ですでに四川の広い地域と江陵を中心とした荊州北部（湖北省）を奪われており、さらに国内には反対勢力が残っていた。陳霸先はその反対勢力を制圧することで寿命を使い果たして559年に死去。陳霸先の甥の陳蒨（文帝）が後を継ぐ。
文帝は武帝の方針を引き継いで国内の反対勢力を制圧し、陳に小康状態をもたらした。566年、文帝が死去すると、文帝の子が後を継ぐが、すぐに文帝の弟の陳頊（宣帝）がこれを殺して自ら即位する。宣帝は北周による北斉へとの共同攻撃の誘いに乗って出兵し、淮南を獲得した。
しかし北斉が北周に滅ぼされた後、北周軍に大敗して淮南を再び失う。陳はこのことで大打撃を受け、さらに582年に即位した陳叔宝（後主）は政治を顧みず、北朝の隋に征服されるのは時間の問題となった。

## 隋
北周に代わった隋の文帝は統一に向けて慎重な足場固めを行った。北方の突厥に対して万里の長城の修復を行い、また長江へと繋がる運河の整備を行って補給路を固めた。さらに傀儡国家である後梁を潰して直轄領とした。
準備を終えた文帝は、一衣帯水の言葉の下、588年に次男の楊広（後の煬帝）を主将とする総数51万8千の軍を送り込み、翌589年に建康を陥落させ、宮中の井戸に隠れていた後主を捕らえて陳を滅ぼした。これによって、西晋が滅びてから273年、西晋の短い統一期間を除くと350年以上にも及ぶ長い分裂の時代は終わり、隋によって統一された。
隋の統一も第2代煬帝の時代に一時潰えるが、長い分裂時代に育まれた有形無形の統一への気運は、中国が再び分裂することを望まず、その後に興った唐は約300年の長きにわたって存続した。
なお、北魏から唐までは北魏がまだ前身の代国であった時代を含めて約600年を数えるが、この年月の間に各王朝の成員による婚姻によってこれらの王朝間に縁戚・血縁関係が生じている。

## 南北朝時代の国々

### 南朝
| 国名 | 始祖   | 存続年        |
| ---- | ------ | ------------- |
| 宋   | 劉裕   | 420年 - 479年 |
| 斉   | 蕭道成 | 479年 - 502年 |
| 梁   | 蕭衍   | 502年 - 557年 |
| 陳   | 陳霸先 | 558年 - 589年 |

### 北朝
| 国名 | 始祖   | 存続年        |
| ---- | ------ | ------------- |
| 北魏 | 拓跋珪 | 386年 - 534年 |
| 東魏 | 元善見 | 534年 - 550年 |
| 西魏 | 元宝炬 | 535年 - 556年 |
| 北周 | 宇文覚 | 556年 - 581年 |
| 北斉 | 高洋   | 550年 - 577年 |

### 隋
| 国名 | 始祖 | 存続年        |
| ---- | ---- | ------------- |
| 隋   | 文帝 | 581年 - 604年 |

- 581年：北周より禅譲
- 589年：陳を滅ぼし、全国統一